# Plexippus vetusta
Plexippus vetusta är en spindelart som först beskrevs av Koch C.L. 1846.  Plexippus vetusta ingår i släktet Plexippus och familjen hoppspindlar. Inga underarter finns listade i Catalogue of Life.